# Очиден
Очиден (енгл. Ocheyedan) град је у америчкој савезној држави Ајова. По попису становништва из 2010. у њему је живело 490 становника.

## Демографија
Према попису становништва из 2010. у граду је живело 490 становника, што је -46 (-8.6%) становника више него 2000. године.
| Група             | 2000.       | 2010.       |
| Белци             | 532 (99,3%) | 462 (94,3%) |
| Афроамериканци    | 0 (0,0%)    | 1 (0,2%)    |
| Азијати           | 0 (0,0%)    | 1 (0,2%)    |
| Хиспаноамериканци | 3 (0,6%)    | 18 (3,7%)   |
| Укупно            | 536         | 490         |